# Englishman in New York
Englishman in New York is een single van de Britse zanger-muzikant Sting. Het nummer is afkomstig van zijn tweede solo-album, ...Nothing Like the Sun uit 1987. Op 5 februari 1988 werd het nummer eerst in Europa op single uitgebracht. Op 2 april volgden de VS en Canada en op 21 juni Australië, Nieuw-Zeeland en Japan.
Het saxofoonwerk in het nummer wordt gespeeld door Branford Marsalis.

## Ontstaansgeschiedenis
De "Englishman" in het nummer is geïnspireerd op Quentin Crisp, een Engels schrijver en entertainer. Sting en Crisp kwamen met elkaar in contact door de film The Bride, waarin ze beiden een rol speelden. Zo leerde Sting het levensverhaal van Crisp kennen. Die had aan den lijve ervaren hoe moeilijk het was om een openlijk homoseksuele man te zijn in het homofobische Verenigd Koninkrijk van het midden van de twintigste eeuw. Sting zei hierover:
[H]e was gay at a time in history when it was dangerous to be so. He had people beating up on him on a daily basis, largely with the consent of the public. Yet, he continued to be himself.
Sting schreef het nummer niet lang na het vertrek van Crisp uit Engeland naar de New Yorkse wijk Bowery. Hij woonde toen zelf ook in New York. Volgens Sting gaat het lied niet zozeer over homo-zijn als wel over jezelf zijn, zonder je te conformeren. Het nummer gaat zowel over Crisp als over hemzelf.

## Uitgaven
De single werd uitgebracht in februari 1988 en bereikte in Sting's thuisland het Verenigd Koninkrijk 58e positie in de UK Singles Chart. In Ierland werd de 12e positie bereikt, in Spanje de 21e, in de Verenigde Staten de 84e positie in de Billboard Hot 100 en in Canada de 60e positie.
In Nederland was de plaat op donderdag 4 februari 1988 TROS Paradeplaat op Radio 3 en werd mede hierdoor een hit in de destijds twee landelijke hitlijsten op de nationale publieke popzender. De plaat bereikte de 13e positie in de Nationale Hitparade Top 100 en de 9e positie  
in de Nederlandse Top 40.
In België bereikte de plaat de 16e positie in de voorloper van de Vlaamse Ultratop 50 en de 22e positie in de Vlaamse Radio 2 Top 30. In Wallonië werd géén notering behaald.
In 1990, niet lang voor de uitgave van Stings derde studioalbum The Soul Cages, werd de Nederlandse producent Ben Liebrand gevraagd het nummer te remixen. Deze remix werd als single uitgegeven en werd een commercieel succes in Sting's thuisland het Verenigd Koninkrijk, wat resulteerde in een 15e positie in de UK Singles Chart medio 1990.
In de zwart-wit-videoclip, geregisseerd door David Fincher, zijn beelden te zien van Sting in New York alsmede Quintin Crisp, die bovendien de clip afsluit met de volgende epiloog:
"If I have an ambition other than a desire to be a chronic invalid, it would be to meet everybody in the world before I die... and I'm not doing badly." In Nederland werd de videoclip destijds op televisie (Nederland 2) uitgezonden door Veronica in de tv-versie van de Nederlandse Top 40 en Countdown en door de TROS in TROS Popformule.
Sinds de allereerste editie in december 1999 staat de plaat onafgebroken genoteerd in de jaarlijkse NPO Radio 2 Top 2000 van de Nederlandse publieke radiozender NPO Radio 2, met als hoogste notering een 154e positie in 1999.

## Tekstfragment
I don't drink coffee I take tea my dear
I like my toast done on one side
And you can hear it in my accent when I talk
I'm an Englishman in New York
See me walking down Fifth Avenue
A walking cane here at my side
I take it everywhere I walk
I'm an Englishman in New York
refrein
I'm an alien I'm a legal alien
I'm an Englishman in New York
I'm an alien I'm a legal alien
I'm an Englishman in New York

## Covers
- The Black Eyed Peas gebruikten de muziek van het nummer voor hun nummer Union dat afkomstig is van het album Monkey Business. Sting zingt in dit nummer ook enkele tekstfragmenten.
- Razorlight zong het nummer opnieuw in voor een verzamelalbum van de Britse radiozender BBC Radio 1.
- PH Electro
- In 2015 maakte de Britse singer-songwriter Cris Cab samen met Tefa & Moox en Willy William een danceversie van het nummer. Deze versie haalde de 16e positie in Frankrijk, en de 43e positie in de Vlaamse Tipparade.

## Hitnoteringen

### Nederlandse Top 40
| Hitnotering: 27-02-1988 t/m 16-04-1988 | Hitnotering: 27-02-1988 t/m 16-04-1988 | Hitnotering: 27-02-1988 t/m 16-04-1988 | Hitnotering: 27-02-1988 t/m 16-04-1988 | Hitnotering: 27-02-1988 t/m 16-04-1988 | Hitnotering: 27-02-1988 t/m 16-04-1988 | Hitnotering: 27-02-1988 t/m 16-04-1988 | Hitnotering: 27-02-1988 t/m 16-04-1988 | Hitnotering: 27-02-1988 t/m 16-04-1988 | Hitnotering: 27-02-1988 t/m 16-04-1988 |
| Week                                   | 1                                      | 2                                      | 3                                      | 4                                      | 5                                      | 6                                      | 7                                      | 8                                      |                                        |
| -------------------------------------- | -------------------------------------- | -------------------------------------- | -------------------------------------- | -------------------------------------- | -------------------------------------- | -------------------------------------- | -------------------------------------- | -------------------------------------- | -------------------------------------- |
| Nummer                                 | 31                                     | 23                                     | 17                                     | 12                                     | 9                                      | 11                                     | 19                                     | 29                                     | uit                                    |

### Nationale Hitparade Top 100
Hitnotering: 13-02-1988 t/m 07-05-1988. Hoogste notering: 13 (1 week). 

### NPO Radio 2 Top 2000
| Nummer met noteringen in de NPO Radio 2 Top 2000 | '99 | '00 | '01 | '02 | '03 | '04 | '05 | '06 | '07 | '08 | '09 | '10 | '11 | '12 | '13 | '14 | '15 | '16 | '17 | '18 | '19 | '20 | '21 | '22 | '23 | '24 |
| ------------------------------------------------ | --- | --- | --- | --- | --- | --- | --- | --- | --- | --- | --- | --- | --- | --- | --- | --- | --- | --- | --- | --- | --- | --- | --- | --- | --- | --- |
| Englishman in New York                           | 154 | 280 | 272 | 234 | 219 | 252 | 322 | 249 | 332 | 256 | 331 | 262 | 260 | 230 | 194 | 317 | 242 | 242 | 240 | 196 | 207 | 206 | 226 | 270 | 208 | 261 |

1. ↑  Een vetgedrukt getal geeft de hoogste notering aan.